# North River Steamboat
La North River Steamboat o North River, comunemente nota come Clermont, è ampiamente considerata come la prima nave al mondo a dimostrare la fattibilità dell'utilizzo della propulsione a vapore per il trasporto commerciale sull'acqua. Costruita nel 1807, la North River Steamboat operava sul fiume Hudson tra New York e Albany. È stata costruita dal ricco investitore e politico Robert R. Livingston e dall'inventore e imprenditore Robert Fulton.

## Antefatto
Livingston aveva ottenuto dal parlamento di New York il diritto esclusivo alla navigazione a vapore sul fiume Hudson. Nel 1803, mentre Livingston era ministro in Francia, Fulton costruì un piccolo battello a vapore e lo testò sulla Senna. Con questo successo, Livingston ha quindi stipulato un contratto con Fulton per sfruttare il suo monopolio sul fiume Hudson e costruire una versione più grande per il servizio commerciale.
Il loro piroscafo più grande è stato costruito nel cantiere navale Charles Browne di New York ed è stato dotato dell'innovativo design del motore a vapore di Fulton, prodotto per Livingston e Fulton da Boulton & Watt a Birmingham, in Inghilterra. Prima di essere allargata in seguito, le dimensioni originali della nave erano di 46 metri (150 ft) di lunghezza × 3,7 metri (12 ft) di larghezza × 2,1 metri (7 ft) di profondità. Il piroscafo era equipaggiato con due ruote a pale, una per lato, ciascuna delle quali era dotata di due serie di otto raggi. Trasportava anche due alberi con longheroni, sartiame e vele, probabilmente un albero di trinchetto con vela quadra e un albero di mezzana con vela anteriore e di poppa (randa), con il motore a vapore posizionato a mezza nave, direttamente dietro il macchinario della trasmissione a pale.

## Le descrizioni di Fulton del suo piroscafo
(Robert Fulton)
Le specifiche pubblicate da Fulton dopo la ricostruzione del North River Steamboat:
- Lunghezza: 43 metri (142 ft)
- Larghezza massima: 5,5 metri (18 ft)
- Altezza massima: 19 metri (62 ft)
- Profondità: 2,1 metri (7 ft)
- Stazza: 121 t
- Velocità media: 4.7 miglia all’ora
- Tempo risparmiato: 150 miglia in 32 ore

Le ruote a pale erano di 1,2 metri (4 ft) di larghezza e di 4,6 metri (15 ft) di diametro.
Nella gazzetta nautica il redattore, il Sig. Samuel Ward Stanton, fornisce i seguenti particolari supplementari:
(Samuel Ward Stanton, Nautical Gazette)
La barca aveva tre cabine con 54 posti letto, cucina, dispensa, cambusa, bar e stanza dello steward.

## Primo viaggio
La corsa inaugurale del piroscafo fu diretta dal capitano Andrew Brink, che lasciò New York il 17 agosto 1807 con a bordo un gruppo di invitati. Arrivarono ad Albany due giorni dopo, dopo 32 ore di viaggio e una sosta di 20 ore nella tenuta di Livingston, a Clermont Manor. Il viaggio di ritorno è stato completato in 30 ore con una sola fermata di un'ora a Clermont; la velocità media del piroscafo era di 8,0 chilometri all'ora (5 mph).
Fulton ha scritto ad un amico, Joel Barlow:
(Robert Fulton, in una lettera scritta a Joel Barlow)
Il libro del 1870 Great Fortunes cita un ex residente di Poughkeepsie che descrisse la scena:
(James Dabney McCabe, Great Fortunes, and how They Were Made: Or the Struggles and Triumphs of Our Self-made Men)

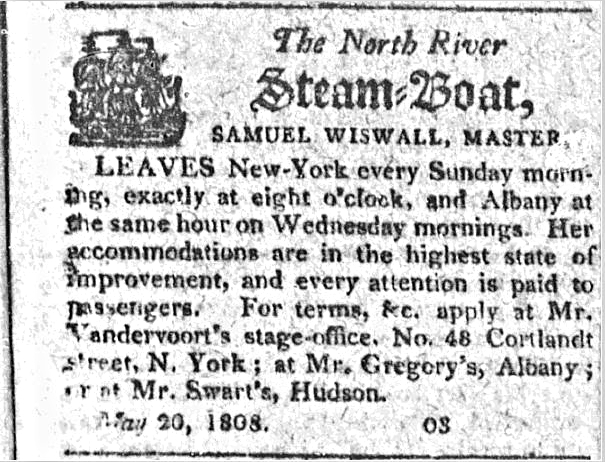
Pubblicità per il North River Steamboat nel 1808.

Il servizio passeggeri programmato iniziò il 4 settembre 1807. La North River Steamboat partì da New York il sabato alle 18:00 e tornò da Albany il mercoledì alle 8:00, impiegando circa 36 ore per ogni viaggio. Le soste sono state fatte a West Point, Newburgh, Poughkeepsie, Esopus e Hudson; a volte venivano effettuati altri stop, come Red Hook e Catskill. Nella pubblicità della compagnia la nave si chiamava North River Steamboat o semplicemente Steamboat (non esistevano altri operatori all'epoca).

## Iscrizione e ricostruzione
L'iscrizione al governo federale del 1807 (registrazione) del piroscafo fu persa, ma poiché la nave fu ricostruita durante l'inverno del 1807-1808, dovette essere nuovamente iscritta. Il secondo documento elenca i proprietari come Livingston e Fulton e il nome della nave come North River Steamboat of Clermont.
La ricostruzione della nave è stata notevole: la larghezza è stata ampliata di sei piedi (1,83 m) per aumentare la stabilità della navigazione, e il suo semplice timone a barra di poppa è stato spostato in avanti e cambiato con una ruota di una nave, funi di sterzo e sistema del timone. Una porzione della poppa e altre aggiunte sul lato superiore sono state realizzate o ricostruite interamente. Il suo vano motore esposto a metà della nave aveva un ponte di copertura sopraelevato (tetto) aggiunto per aumentare l'area del ponte superiore. Anticipando le esigenze future dei passeggeri, le sue due ruote a pale erano racchiuse al di sopra della linea di galleggiamento per calmare il loro forte rumore, riducendo la pesante foschia del fiume, impedendo allo stesso tempo il lancio di detriti galleggianti nella zona a metà dello scafo della nave. Più tardi, il nome lungo della nave fu abbreviato in North River.

## Eventi successivi

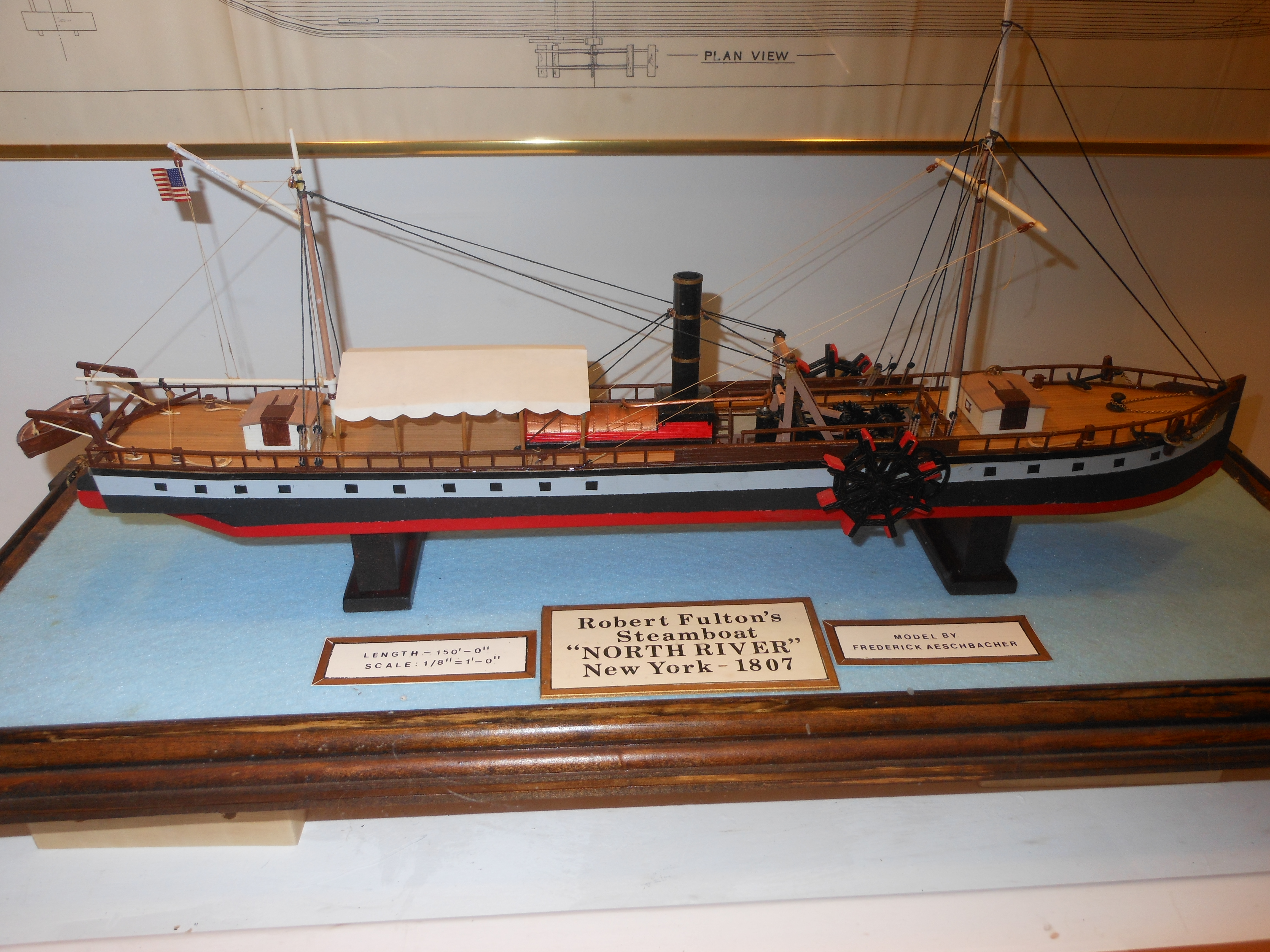
Modello del North River Steamboat presso il Hudson River Maritime Museum.

Nel suo primo anno il nuovo piroscafo si differenziò da tutti i suoi predecessori producendo un buon profitto. Il rapido successo commerciale di North River Steamboat condusse Livingston e Fulton a commissionare nel 1809 un secondo battello a vapore molto simile, Car of Neptune, seguito nel 1811 dal Paragon. Una pubblicità per il servizio passeggeri nel 1812 elenca gli orari delle tre barche, usando il nome North River per la prima nave dell'azienda. Il North River fu ritirato nel 1814 e il suo destino finale rimane sconosciuto. Quando Fulton morì nel 1815, aveva costruito un totale di diciassette navi a vapore, e una mezza dozzina di altre furono costruite da altri costruttori navali utilizzando i suoi progetti.
Livingston morì nel 1813 e passò le proprie azioni della compagnia di navigazione a vapore ai suoi generi. Due anni dopo la morte di Fulton la società originale si dissolse. Ciò lasciò la compagnia e il proprio monopolio sulle acque di New York,  preda di altri ambiziosi uomini d'affari americani. Gli eredi di Livingston in seguito concessero una licenza esclusiva ad Aaron Ogden per gestire un traghetto tra New York e il New Jersey, mentre Thomas Gibbons e Cornelius Vanderbilt istituirono un servizio concorrente. Il monopolio di Livingston-Fulton fu sciolto nel 1824 in seguito al famoso caso Gibbons contro Ogden, che aprì le acque di New York a tutte le compagnie di navigazione a vapore concorrenti. Nel 1819 c'erano solo nove battelli a vapore in funzione sul fiume Hudson; nel 1840 i passeggeri potevano scegliere tra più di 100. L’era dei battelli a vapore era iniziata.

## Conosciuta comeClermont
L’impropria denominazione di Clermont apparve per la prima volta nella biografia di Fulton scritta da Cadwallader D. Coldene pubblicata nel 1817, due anni dopo la morte di Fulton. Poiché Colden era amico sia di Fulton sia di Livingston, il suo libro fu considerato una fonte autorevole e i suoi errori stati perpetuati negli scritti successivi fino ai nostri giorni. La nave viene quasi sempre indicata come Clermont, ma nessuna relazione coeva la chiamava con quel nome.

## Replica delClermontnel 1909

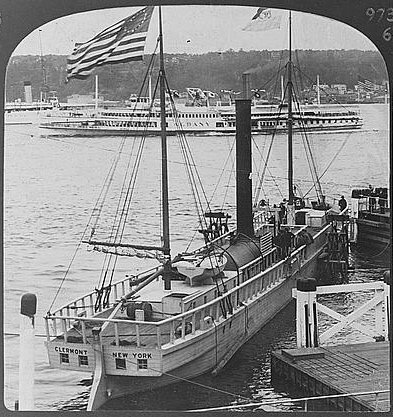
La replica di Clermont nel porto di New York, 1910.

Una replica a grandezza naturale, lunga 150 piedi e larga 16 piedi, denominata Clermont, fu costruita dalla Staten Island Shipbuilding Company. Il progetto della replica e l'aspetto finale furono decisi da una commissione nominata che scrutò attentamente il piroscafo di Fulton su quali prove e passaparola fossero sopravvissuti fino agli inizi del XX secolo. La loro replica fu varata con grande clamore nel 1909 a Staten Island, per la Celebrazione Hudson-Fulton.
Nel 1910, in seguito alle grandi celebrazioni, per coprire le loro perdite, la Clermont fu venduta dalla Commissione per la Celebrazione Hudson-Fulton che ne deteneva la proprietà, venendo acquistata dalla Hudson River Day Line che la impiegò come museo dei trasporti fluviali ormeggiandola presso le due loro sedi nel porto di New York. Nel 1911 Clermont fu trasferita a Poughkeepsie per essere utilizzata dalla Day Line come attrazione storica dello Stato di New York. Alla fine la compagnia perse interesse per la nave a vapore quale attrazione turistica per guadagnare denaro e la mise in una laguna sul lato interno del loro approdo di Kingston Point. Per molti anni Day Line mantenne Clermont in condizione presentabile, ma quando i loro affari e profitti diminuirono durante il periodo della Grande Depressione, votarono per interrompere la sua manutenzione; la Clermont è stata infine demolita nel 1936, 27 anni dopo il suo varo.

## Nella cultura di massa
I ribelli del porto (Little Old New York) (1940) è uno storico film drammatico della 20th Century Fox, basato sull'impresa di Robert Fulton di costruire la North River Steamboat (chiamata Clermont nel film). Sia la miniatura da 12 piedi che il mock-up del piroscafo sono stati costruiti per la produzione della Fox; entrambi erano basati sulla riproduzione originale del 1909 di Clermont che era stata demolita molti anni prima. Il film, basato sull'opera teatrale di Rida Johnson Young, è stato diretto da Henry King, prodotto da Darryl F. Zanuck e interpretato da Alice Faye, Fred MacMurray e Richard Greene.
Sull'album Holland (1973) dei The Beach Boys, il piroscafo di Fulton è rappresentato nella canzone di Dennis Wilson, "Steamboat".